# The Horseshoe (film)
The Horseshoe è un cortometraggio muto del 1912 diretto da Otis B. Thayer (Otis Thayer).

## Produzione
Il film fu prodotto dalla Selig Polyscope Company.

## Distribuzione
Distribuito dalla General Film Company, il film uscì nelle sale cinematografiche statunitensi l'8 febbraio 1912.